# Reguiba
Reguiba (în arabă الرقيبة) este o comună din provincia El Oued, Algeria.
Populația comunei este de 40.367 de locuitori (2008).